# Cremnops washingtonensis
Cremnops washingtonensis är en stekelart som först beskrevs av Roy D. Shenefelt 1937.  Cremnops washingtonensis ingår i släktet Cremnops och familjen bracksteklar. Inga underarter finns listade i Catalogue of Life.